# Эски-Юрт (река)
Эски-Юрт (крымскотат. Eski Yurt, Эски Юрт, укр. Ескі-Юрт) — маловодная река (балка) на юго-восточном берегу Крыма, на территории городского округа Судак, левый приток реки Суук-Су (она же Судак). Длина водотока 5,8 километра, площадь водосборного бассейна — 13,2 км².

## География
Истоком реки считается родник Эски-Юрт, или Эски-Юртский, который находится в пределах восточной части Главной гряды Крымских гор, в лесистом амфитеатре между хребтом Хамбал и горой Куркушлу-Оба на высоте 485 м над уровнем моря. Николай Рухлов, в труде «Обзор речных долин горной части Крыма» 1915 года, определял дебит источника в 3440 вёдер в сутки. Течёт почти строго на восток по одноимённому урочищу, в верховьях расчленённому горными оврагами с очень крутыми берегами, у реки согласно справочнику «Поверхностные водные объекты Крыма», 3 безымянных притока, длиной менее 5 километров. Впадает в Суук-Су в селе Лесное, в 15 километрах от устья, водоохранная зона реки установлена в 50 м.